# Florian Eichner
Florian Eichner (ur. 16 grudnia 1985 w Quedlinburg) – niemiecki wioślarz, reprezentant Niemiec w wioślarskiej ósemce podczas Letnich Igrzysk Olimpijskich w Pekinie.

## Osiągnięcia
- Mistrzostwa Świata – Eton 2006 – czwórka ze sternikiem – 1. miejsce[2].
- Mistrzostwa Świata – Monachium 2007 – ósemka – 2. miejsce[2].
- Igrzyska Olimpijskie – Pekin 2008 – ósemka – 8. miejsce[1].
- Mistrzostwa Świata – Poznań 2009 – dwójka ze sternikiem – 3. miejsce[2].
- Mistrzostwa Europy – Montemor-o-Velho 2010 – czwórka bez sternika – 1. miejsce[2].